# Лопатин (Шептицький район)
Лопа́тин — селище у складі Лопатинської об'єднаної територіальної громади Шептицького району Львівської області.

## Географія
Селище розташоване в рівнинній місцевості над річкою Острівкою, притокою Стиру (Дніпро-Прип'ятська система), серед лісів, боліт і торфовищ Малого Полісся.
Населення Лопатина становить 2809 осіб.
Від 1939 року й до 30 грудня 1962 року Лопатин був районним центром, з 1 січня 1963 року по 4 січня 1965 року входив до укрупненого Бродівського району, з січня 1965 року по 17 липня 2020 року знаходився у складі Радехівського району, а з липня 2020 року — у складі Шептицького району.
Відстань від найближчого міста Радехова і залізничної станції Радехів — 20 км. Через Лопатин проходить шосейна дорога Львів — Радехів — Броди. Селище має регулярне автобусне сполучення з районним та обласним центрами, а також з навколишніми населеними пунктами.

## Населення
За даними всеукраїнського перепису населення 2001 року у селі мешкало 3403 особи.
Мова
Розподіл населення за рідною мовою за даними перепису 2001 року був наступним:
| українська | 3366 | 98,91 |
| російська  | 29   | 0,85  |
| білоруська | 1    | 0,03  |
| польська   | 2    | 0,06  |
| німецька   | 1    | 0,03  |
| інші       | 4    | 0,12  |

## Історія

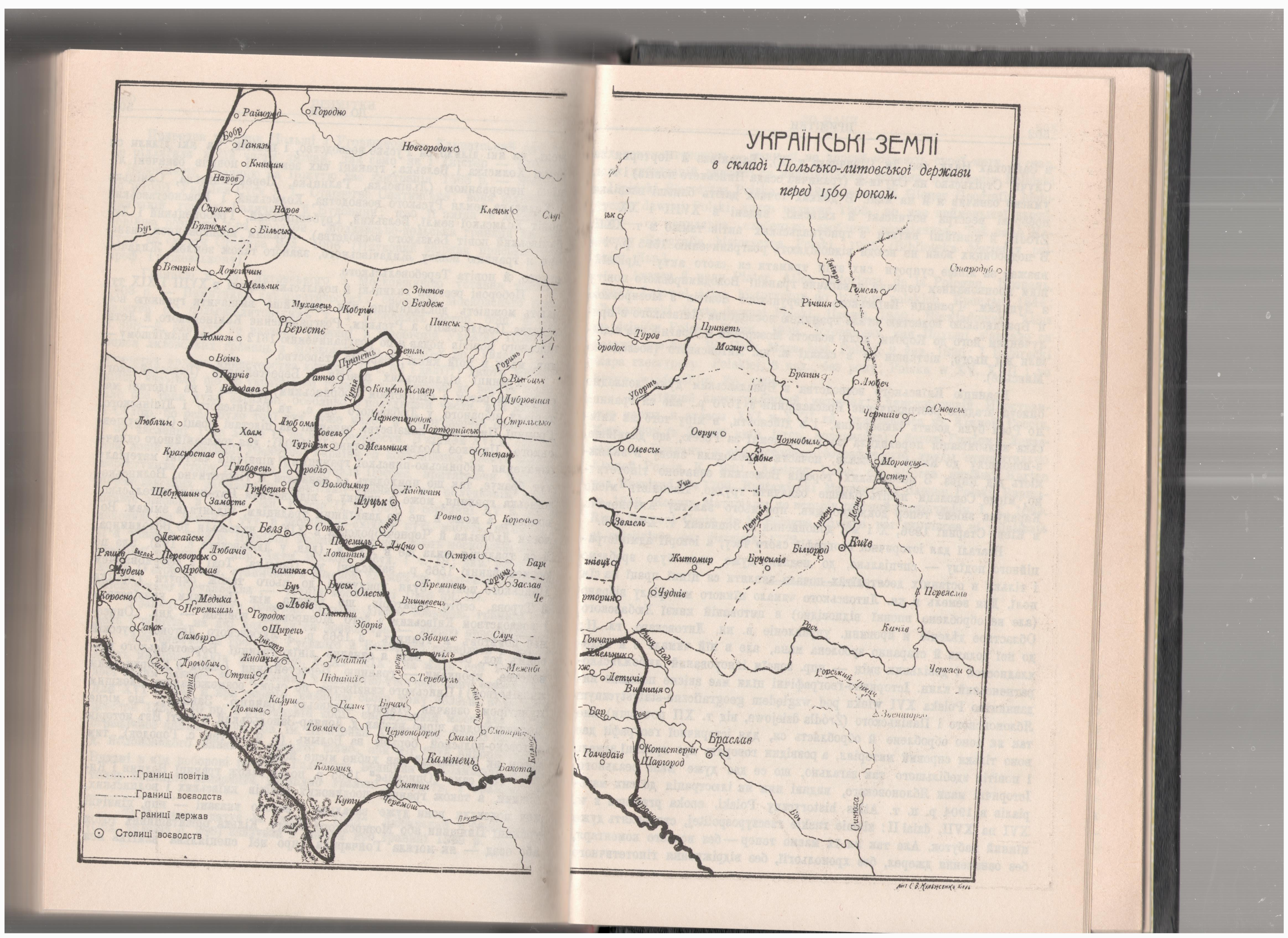
Лопатин на адміністративній мапі-схемі

У період раннього феодалізму сучасна територія селища була вже постійним місцем проживання людей. Про це свідчать залишки давнього укріплення Замчиська, що знаходиться на відстані півтора кілометра на захід від теперішнього центру Лопатина. Земляні вали, якими було оточене укріплення, руїни мурів, а також саме розташування — серед непрохідних боліт і дрімучих лісів, які тоді його оточували,— вказують на те, що Замчисько було доброю схованкою для жителів під час нападів татар та інших завойовників. З поселенням Лопатином воно з'єднувалося підземним ходом, який, частково завалений, зберігся досі.
Перша згадка про Лопатин в історичній літературі належить до 1366 року. Тоді він входив до складу руського удільного Белзького князівства як волосний центр і був завойований польським королем Казимиром III. З того часу Лопатин часто згадується в історичних джерелах.
У 1377 році Лопатин захопили угорські війська. Після смерті короля Людовіка Угорського (1382 р.) знову відновилася боротьба за Лопатин між Польщею і Литвою, і в 1492 році він остаточно переходить під владу польських мазовецьких князів. Ще в роки боротьби між Польщею і Литвою мазовецький князь Земовит побудував у Лопатині дерев'яний костьол (1414 р.), заснував католицьку парафію, поселив там ксьондза і передав йому поле й корчму.
19 травня 1423 року костел одержав у володіння с. Батиїв (тепер Шептицького району) та право збирати десятину з населення. Лопатинська католицька парафія стає центром поширення католицизму на всю околицю. Поступово земельні володіння парафії збільшувалисz, в 1531 році, за даними люстрації, їй належали наділи від 0,5 до 5 ланів у 23 навколишніх селах. За даними люстрації 1578 року, в Лопатині був війт, який володів 6 ланами землі.
1505 року король Олександр Яґеллончик надав місто Лопатин з 8-ма навколишніми селами феодалу Яну Каменецькому[джерело?]. Наприкінці XVI століття Лопатин втрачає значення волосного центру і стає звичайним селищем.
Згодом Лопатин і суміжні села перейшли від короля у повне і спадкове володіння поміщиків-шляхтичів. Нові власники в гонитві за прибутками весь час збільшували феодальні повинності. Панщина доведена була до трьох-чотирьох днів на тиждень. Багато лиха зазнавали селяни і від спустошливих нападів татарських орд та мародерських походів шляхетських військ. Під час нападу татар у 1629 році Лопатин був майже знищений, після цього лише 56 дворів могли сплатити подимне. В 1649 році Лопатин знову зруйнували татари. Поля Лопатинщини лежали облогом, частина жителів потрапила в полон, а багато хто з тих, хто рятувався в лісах, загинули від голоду і хвороб, потонули в болотах.
У 1772 році Галичина перейшла під владу Австрії. Однак це не принесло населенню Лопатина полегшення. На зміну одним поміщикам приходили інші, а панщина і експлуатація залишились і ще більше посилювались. До того ж безземелля, часті неврожаї та епідемії руйнували селянське господарство. Все це поглиблювало протиріччя між шляхтою і «хлопами».
Великий вплив на пробудження свідомості селян зробило визвольне повстання в Польщі у 1830—1831 роках. Жителі Лопатина підтримували тісні зв'язки з учасниками польського народно-демократичного визвольного руху. На квартирі лікаря Карла Міллера часто збиралися польські революціонери Ігнатій Гіполіт Кульчинський, поет Северин Ґощинський. Їх знали й поважали лопатинці, бо вони виступали проти панщини, говорили селянам про волю, якої можна досягти лише шляхом боротьби.
Напередодні скасування панщини Лопатин був селом у володінні графа А. Замойського. Тут налічувалось 200 графських підданих. 170 з них мали 2154 морги землі (33 — від 20 до 80 моргів. 79 — від 10 до 16 моргів і 60 — від 0,1 до 9 моргів, 30 були халупниками). Феодальні повинності підданих становили річно 7098 тяглих і 1040 піших днів панщини. 150 мотків пряжі, 35 корців зерна, 62 фунта меду, 150 штук птиці, 530 штук яєць. За ці повинності був встановлений викуп у 23 046 флоринів. Із 7145 моргів лопатинської землі графові належало 3620 моргів.
Скасування панщини не принесло селянам особливих вигод, бо земля й надалі залишалася в руках шляхти. Поміщикові Вишневському належало 45 % усієї землі в Лопатині, в тому числі 40 % орної і 90 % лісу. Ті невеличкі наділи, що їх одержала більшість селян, не могли забезпечити навіть напівголодне існування сім'ї, тому недавні кріпаки йшли в кабалу до поміщика чи лихваря, поповнювали ряди сільських пролетарів, поряд з колишніми халупниками і комірниками, значні кількість яких не одержала землі зовсім. Скориставшись з наявності дешевої робочої сили, поміщик Вишневський збудував у Лопатині лісопильню, де працювали 35 робітників. Уся продукція вивозилась до Німеччини. Крім лісопильного заводу, в Лопатині були млин і винокурня, які належали лихварям.
Для зміцнення політичного й адміністративного режиму в Лопатині австрійська влада на початку другої половини XIX століття створила там повітове управління нижчої категорії, яке підпорядковувалося Бродівському повітовому управлінню першої категорії. Тоді ж у Лопатині для навколишніх сіл відкрито установи мирового судді і збирання податків. Офіційно Лопатин почали називати містечком. Насправді ж він і далі залишався шляхетським помістям. Влада окрім стягнення податків мало цікавилися життям громадян.
У Лопатині лише в 1862 році відкрито парафіяльну школу, в якій у 1866 році з 220 дітей шкільного віку навчалося всього 17. У школі працював один учитель. У 70-х роках лопатинську парафіяльну школу реорганізовано на двокласну, в якій навчалося уже 60 учнів. Але і це становило всього 23 % загального числа дітей шкільного віку.
Наприкінці XIX — на початку XX століття посилилося дрібнення селянських господарств. Кількість землі, що належала селянам, лишилась майже незмінною, а кількість дворів і кількість жителів набагато збільшилась. За даними австрійського перепису, в 1869 ропі в Лопатині налічувалось 316 дворів з населенням 2159 осіб; у 1900 році — 503 двори з населенням 3206 осіб. Селяни часто тільки вважалися власниками землі, яка була обтяжена всілякими податками і лихварськими чиншами. Черезсмужжя, низька продуктивність праці, піщані неродючі ґрунти були причиною частих неврожаїв. Страшна примара голодної смерті завжди стояла перед селянином.
Зовсім розорила дрібні селянські господарства Перша світова війна. Лопатин був розташований недалеко від російського кордону, тому австрійська влада провела мобілізацію на другий же день після оголошення війни. Забрали всіх військовозобов'язаних віком від 20 до 42 років. Через два тижні російські війська зайняли Лопатин. Під час бою згоріла частина будинків у центрі містечка на т. зв. «базарі».
Після розпаду Австро-Угорської імперії у 1918 році Лопатин відійшов до ЗУНР.
У 1920 році містечко тимчасово зайняли частини Першої Кінної армії під командуванням С. М. Будьонного. Після відступу радянської Червоної Армії в Лопатині відновилася польська влада.
За даними польського перепису 1931 року, тут налічувалось 650 будинків, з яких 38 були кам'яними. Малоземельні й безземельні селяни, не маючи можливості забезпечити прожитковий мінімум своїм сім'ям, ішли на заробітки в промислові райони, емігрували за кордон у пошуках роботи і кращої долі, а найбільше — йшли в найми до поміщиків. Так, у маєтку Сухестова працювало понад 30 наймитів. Лише за кіньми доглядало 16 їздових. Промисловість у самому Лопатині була мало розвинута. Польська промислова статистика 1935 року зареєструвала тут промислові підприємства лише т. зв. найнижчої (сьомої) категорії: винокурний і пивоварний заводи поміщика Сухестова, скипидарний завод Маєра. На всіх разом працювало 12 робітників. Крім того, тут налічувалось 14 кустарних реєстрових майстерень.
У міжвоєнні роки до кінця 1930-х років у Лопатині діяли читальня та хор товариства «Просвіта», кооперативи «Поміч» і «Будучність».
У 1931 році на 3247 жителів Лопатина був один лікар, дві повитухи і одна приватна аптека. У 1931 році в Лопатині проживали 3247 осіб (з них українців — близько 60 %, поляків — 25 %, євреїв — 15 %).
У 1930 році в Лопатині діяла семикласна школа, в якій працювало 7 учителів і навчалося 453 учні, й однокласна, де працювало 2 вчителі і навчалося 45 учнів. Викладання провадилось державною польською мовою.
Польська влада здійснюючи відверту колонізаторську політику щодо українського народу, жорстоко придушували будь-які прояви протесту проти насилля. У вересні 1930 року була проведена т. зв. пацифікація. В міста і села Галичини, у тому числі і в Лопатин, кинуто великі каральні загони.
У 1939 році з поваленням Польської держави, Лопатин відійшов до УРСР.
За рішенням уряду УРСР, Лопатин став районним центром. Першим головою райвиконкому був В. В. Напуда, першим секретарем райкому партії — Г. Л. Шпитяк. Одночасно створено Лопатинську сільську Раду, до складу якої входив сам Лопатин і хутори Тритки та Вирки. На основі постанови Народних Зборів у Лопатині проведено націоналізацію підприємств, які належали поміщикам. Зокрема, були націоналізовані спиртзазод Сухестова, пивзавод Штайнвурцеля, скипидарний завод Маєра та інші, на яких почали працювати 51 робітник і 6 службовців (з 1935 року на цих підприємствах працювало тільки 12 робітників1).
У 1940 році в Лопатині створюється райпромкомбінат, машинно-тракторна станція. На всіх підприємствах, в МТС і установах у 1940 році налічувалося 850 робітників та службовців.
На початку 1941 року в Лопатині організовано колгосп імені Будьонного. Ініціаторами створення колгоспу були бідняки й наймити Р. Р. Гупало, М. Ф. Шах, Г. М. Кривич та інші. Всього колгосп імені Будьонного об'єднав тоді 27 домогосподарств. Першим головою обрано Й. Д. Маловецького. Молодому колективному господарству держава подавала всіляку допомогу, зокрема насінням і машинами.
Вже за радянської влади в Лопатині відкрили першу місцеву лікарню. Щоб швидше налагодити охорону здоров'я трудящих, держава прислала із східних областей України 9 лікарів. Крім того, в лікарні працювало 18 осіб середнього медичного персоналу.
Почала працювати бібліотека. В колишньому приміщенні організації «Сокіл» створено районний будинок культури.
28 червня 1941 року німецькі окупанти зайняли Лопатин. У 1944 році через Лопатин проходили партизанські з'єднання під командуванням П. П. Вершигори. Селище партизани захопили зненацька, так що дезорієнтовані вояки німецького гарнізону не встигли вчинити опору. Залишки гарнізону повтікали в Радехів. Партизани руйнували телеграфну лінію, підірвали спиртзавод і пішли далі на захід.
У березні 1944 року частини Червоної Армії захопили Лопатин. Після жорстоких боїв у районі Бродів німецьким військам на деякий час вдалося знову відбити Лопатин, але 17 липня 1944 року він був відбитий радянськими військами. У боях за Лопатина брали участь підрозділи Ташкентського стрілецького і 174-го Червонопрапорного саперного полків. У боях за селище особливо відзначилися Герой Радянського Союзу офіцер Селенчук та сержант Сланцов. Багато солдатів і офіцерів загинуло в бою, серед них, сержант К. П. Рябіхін, рядові І. П. Бойко, К. Д. Цвях, М. І. Поляков та інші. У братській могилі, що розташована у сквері, поховано понад 200 осіб. У 1962 році тут встановлено пам'ятник.
До середини 1950-х років у Лопатині та його околицях вели боротьбу загони ОУН–УПА під керівництвом районного провідника Романа Мандрики на псевдо «Чорноморець».
Низка мешканців зазнала сталінських репресій.
З перших днів після визволення в Лопатині починається відбудова зруйнованого війною господарства. Одразу відновила роботу МТС, у лютому 1945 року відбудовано спиртзавод, створено артіль «Торф'яник», яка постачала підприємства і населення паливом, а також промисловий комбінат по виробництву цегли і вапна.
Так, у перші роки після визволення Лопатина спиртзавод давав 40—50 дкл спирту на добу. Протягом десяти років (1948—1958) здійснено повну реконструкцію заводу і доведено потужність його до 400 дкл спирту на добу. У 1960 році спиртзавод перетворено на спирто-крохмальний комбінат.
У 1955 році на базі артілі «Торф'яник», що мала близько 40 га торф'яної площі, створено державне підприємство. Ручну працю замінили сучасні складні машини. Лише на добуванні торфу працює 5 машин. Виробництво торфу зросло в порівнянні з 1955 роком більш як у 10 разів, а порівняно з 1959 роком — більш як у 3 рази.
Околиці Лопатина славляться лісами. Серед лісових культур велика увага приділяється т. зв. лопатинській сосні, яка має дуже високі показники, стійка до сніговалів та вітровалів. Усі ділянки з такими деревами взято на облік і оголошено насіннєвими. Насіння лопатинської сосни надсилається в інші області країни. У лісництві налагоджено також виробництво хвойно-вітамінного борошна.
В 1945 році семирічна школа була реорганізована в середню. У 1966/1967 навчальному році в школі навчалося 659 учнів, працювало 40 учителів, 22 з них мають вищу освіту. В селищі діяла також школа робітничої і сільської молоді. У 1963 році відкрито школу-інтернат на 125 учнів. Тут працювало 25 учителів і вихователів.
В 1954 році був закладений Парк культури та відпочинку, в якому в 1961 році, в донь 100-ліття з дня смерті Т. Г. Шевченка, відкрито пам'ятник поетові.
У 1958 році закінчено будівництво автошляху, що з'єднало Лопатин з райцентром і Львовом, а в 1965 році — автошлях «Лопатин—Броди».
2002—2005 виходила селищна газета «Лопатинська криниця». Встановлено пам'ятники Т. Шевченку, меморіали воїнам ОУН–УПА та пам'ятний знак борцям за волю України.

## Пам'ятки
- Дерев'яна церква Успіння Пресвятої Богородиці (1928 р.), архітектор — Яків Рудницький;
- Костел Непорочного зачаття Діви Марії (1772 р.), архітектор — Бернард Меретин;
- Меморіал польським воїнам, що загинули під час битви з армією Будьонного 14 серпня 1920 року;
- Надгробок з кам’яним саркофагом Юзефа Дверницького;
- Меморіал пам'яті жертв НКВС 1939 року;
- Флігель палацу Холоневських-Замойських;
- Вілла Генрика Сухестова;
- Вілла Іґнація Жака — бурґомістра Лопатина, збудована у 1930-х роках;
- Будівля спортивного товариства «Сокіл», збудована наприкінці XIX століття;
- Синагога другої половини XIX століття.

## Відомі люди
- Мандрика Роман Йосипович — районний провідник ОУН на Радехівщині.
- Нестер Степан (1920—1965) — український письменник, співак.
- Саєвич Володимир Ількович (1919—2011) — український ветеринар.
- Тарнавський Петро-«Гора» — лицар Бронзового хреста бойової заслуги УПА.
- Юзеф Дверницький (пол. Józef Dwernicki) — польський військовик, генерал, кавалерійський командир під час  повстання 1831 року.
- Юліян Любенецький — відомий пасічник, у 1844 (приблизно)-51 роках працював у лопатинських маєтках Адама Замойського[4]
- Ашер Бараш (1889—1952) — єврейський письменник[5].
- Ковалишин Олександр Петрович (нар. 1928) — тракторист-комбайнер колгоспу імені Леніна, Герой Соціалістичної Праці.

### Лопатинські старости
- Ян Цетнер[6]

## Галерея

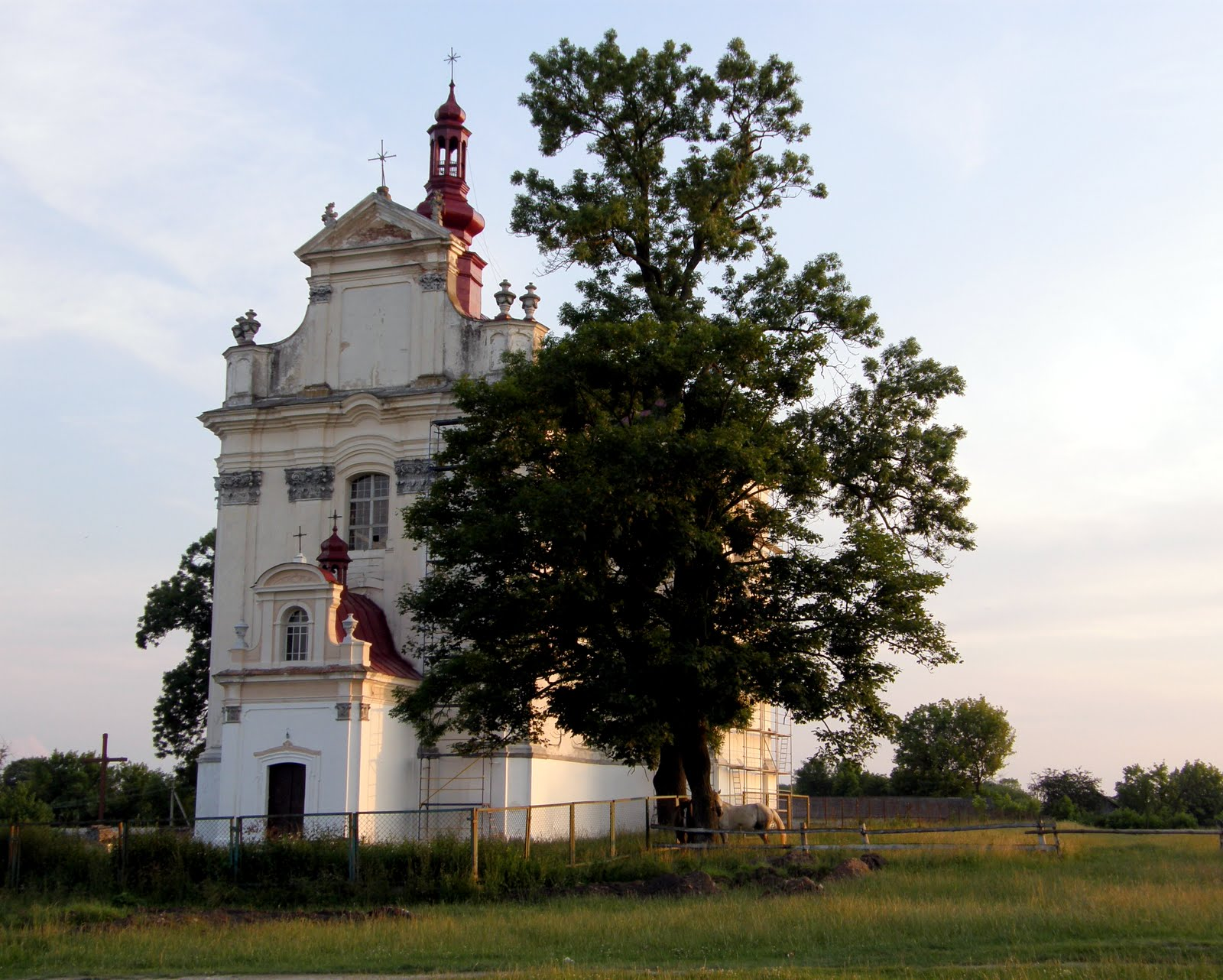
Костел Непорочного зачаття Діви Марії (1772 р.)
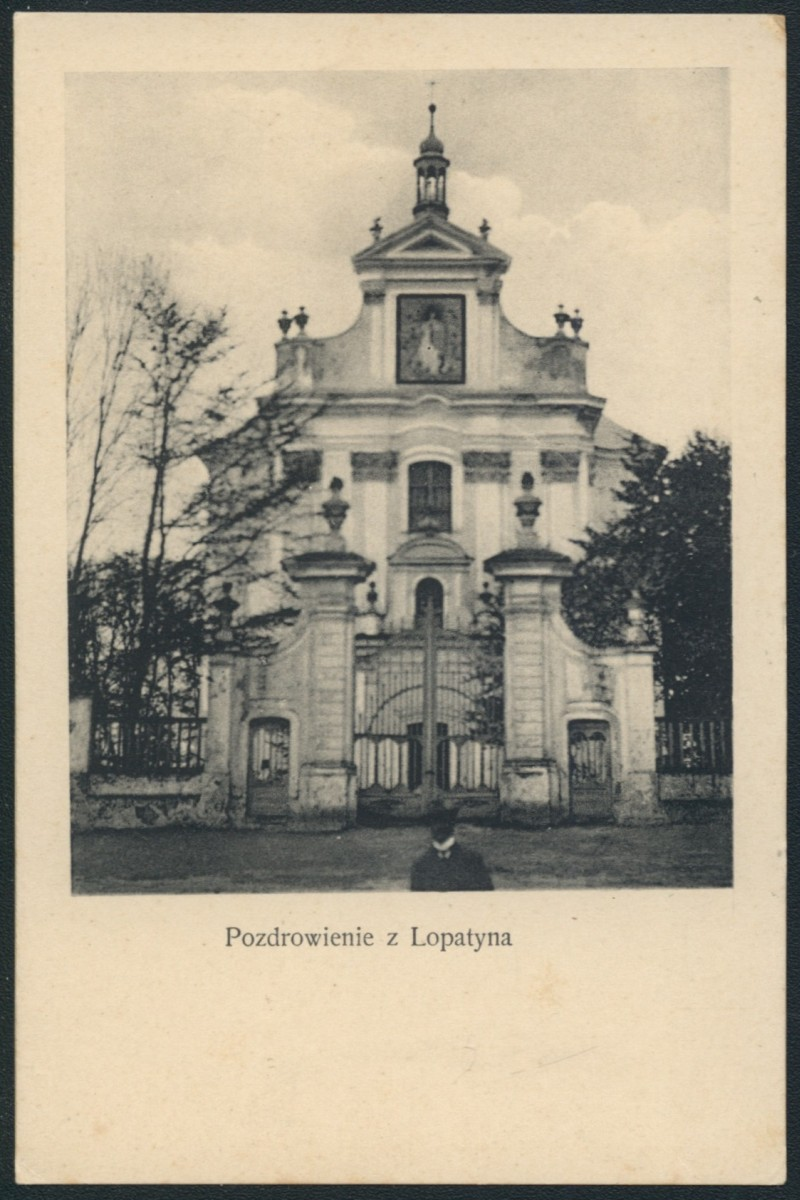
Костел Непорочного Зачаття Діви Марії (початок XX ст.)
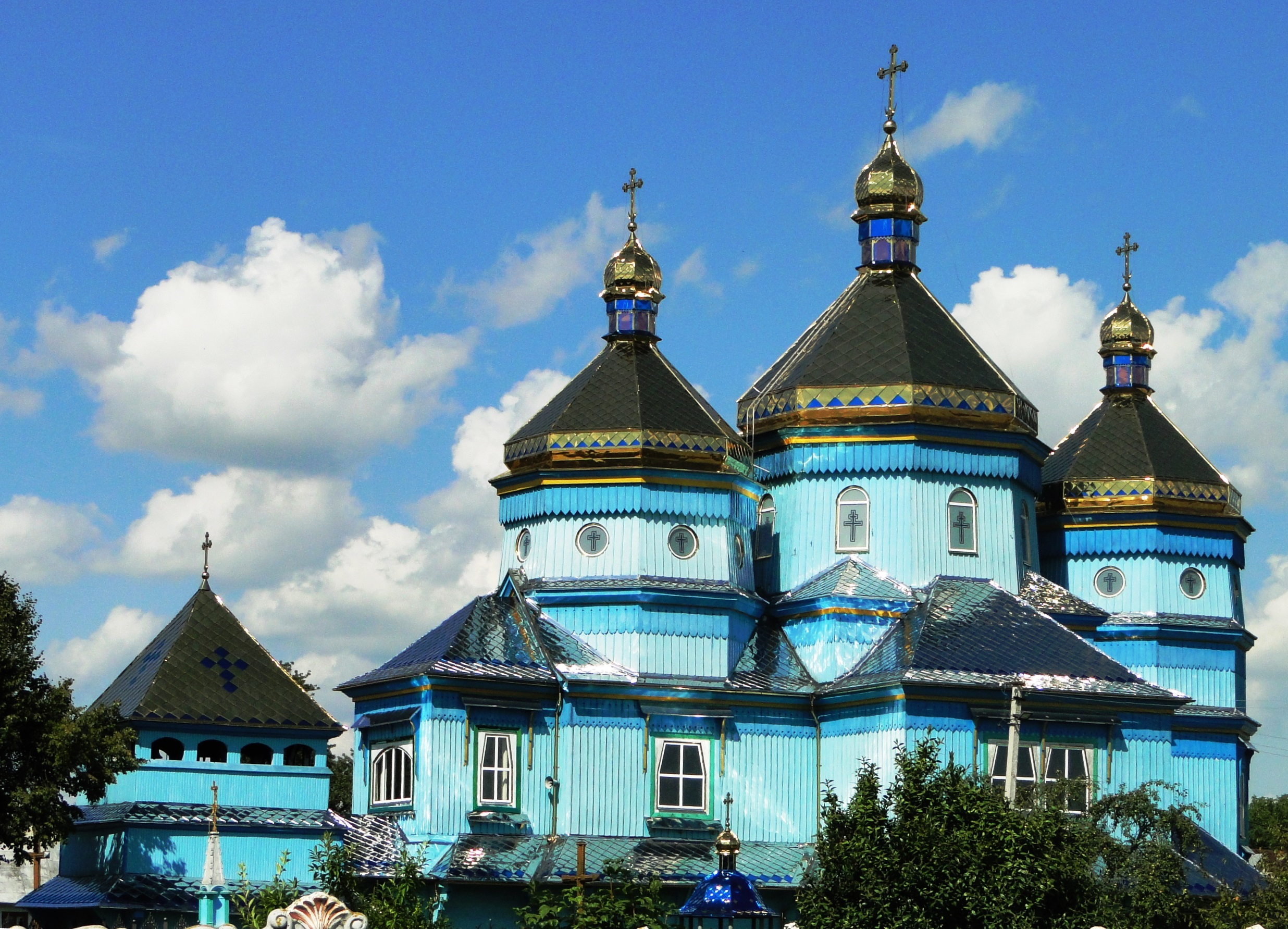
Дерев'яна церква Успіння Пресвятої Богородиці (1928 р.)
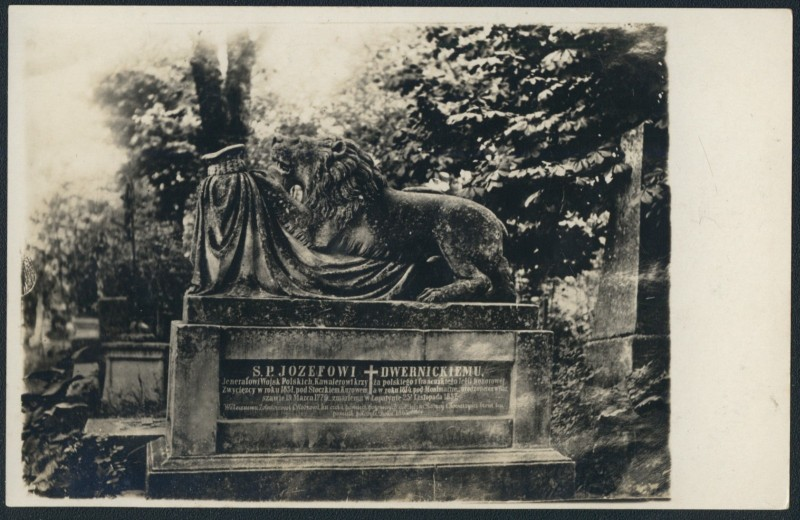
Надгробок генерала Юзефа Дверницького, учасника наполеонівських війн і Польського повстання 1830—1831 років
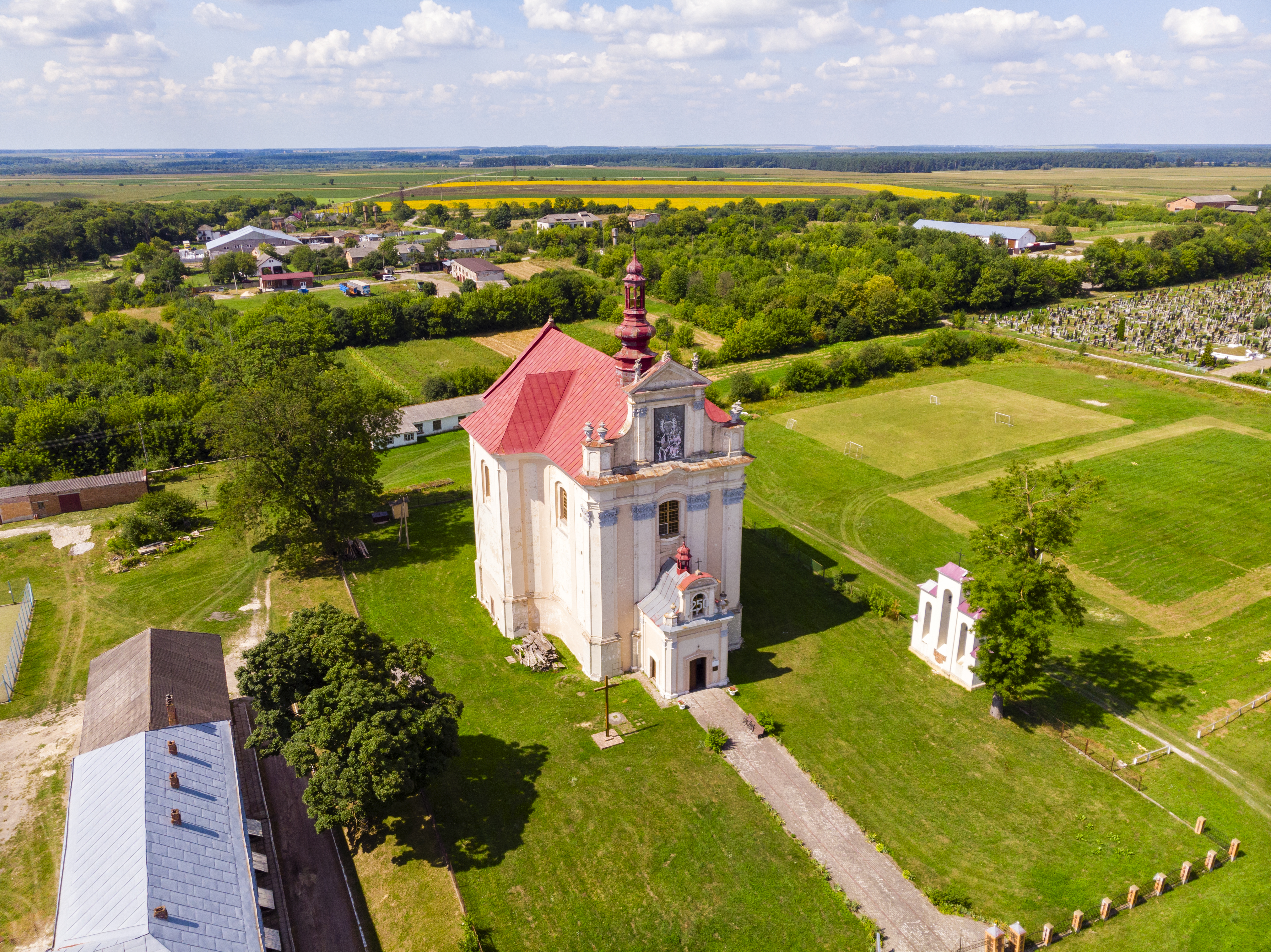
Костел Непорочного Зачаття Діви Марії з повітря
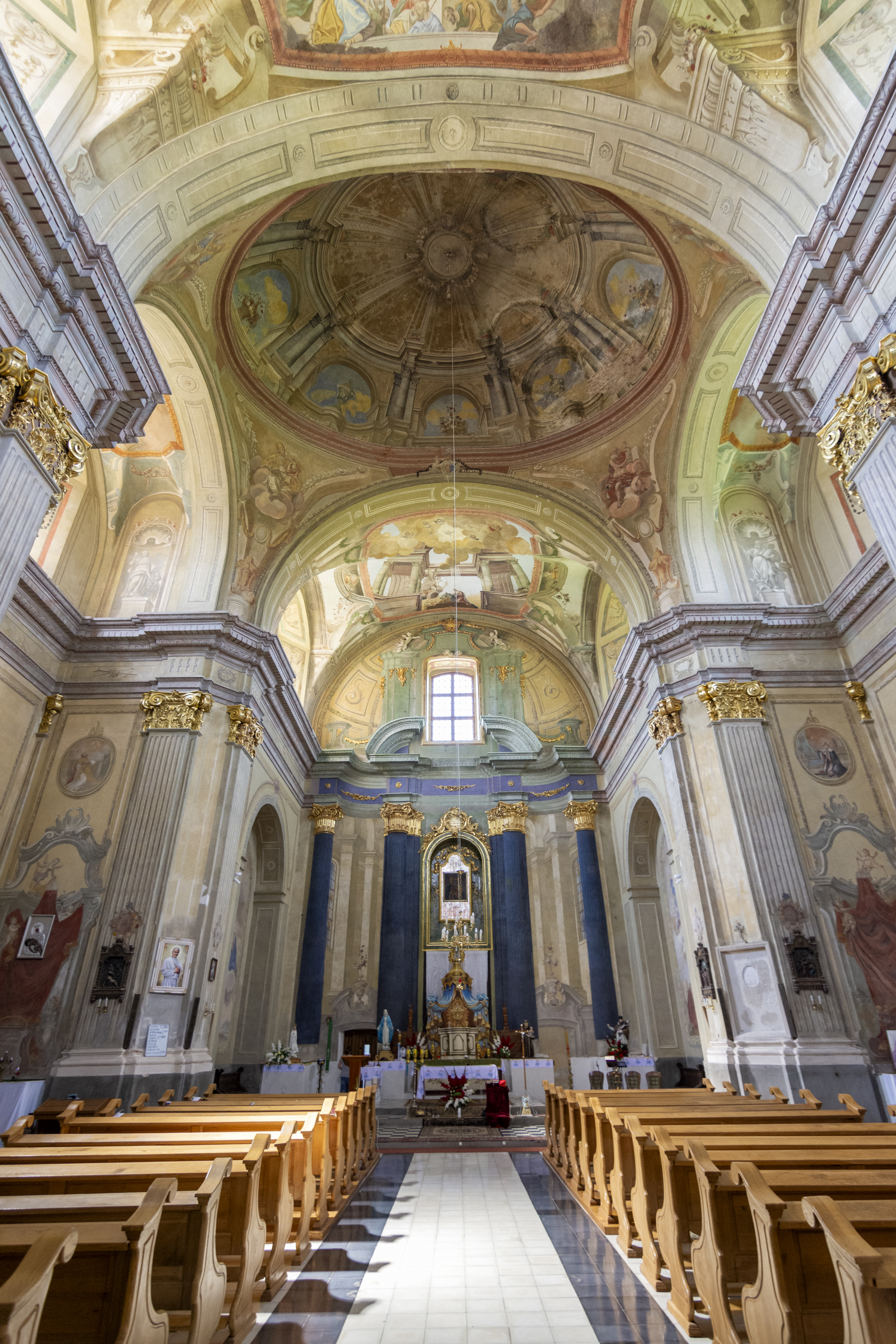
Інтер'єри костелу Непорочного Зачаття Діви Марії